# Стрём, Гертруда
Гертруда Стрём (швед. Gertrud Ström) — фигуристка из Швеции, бронзовый призёр чемпионата мира 1909 года в парном катании. Выступала в паре с Рикардом Юханссоном.

## Спортивные достижения

### Парное катание
| Соревнования/Сезоны | 1909 |
| ------------------- | ---- |
| Чемпионаты мира     | 3    |